# Criddleite
La criddleite è un minerale.